# Distretto di Nanzheng
Il distretto di Nanzheng (南郑区S, Nánzhèng QūP) è un distretto della Cina, situato nella provincia dello Shaanxi e amministrato dalla prefettura di Hanzhong.